# Józef Joachim Grabiński

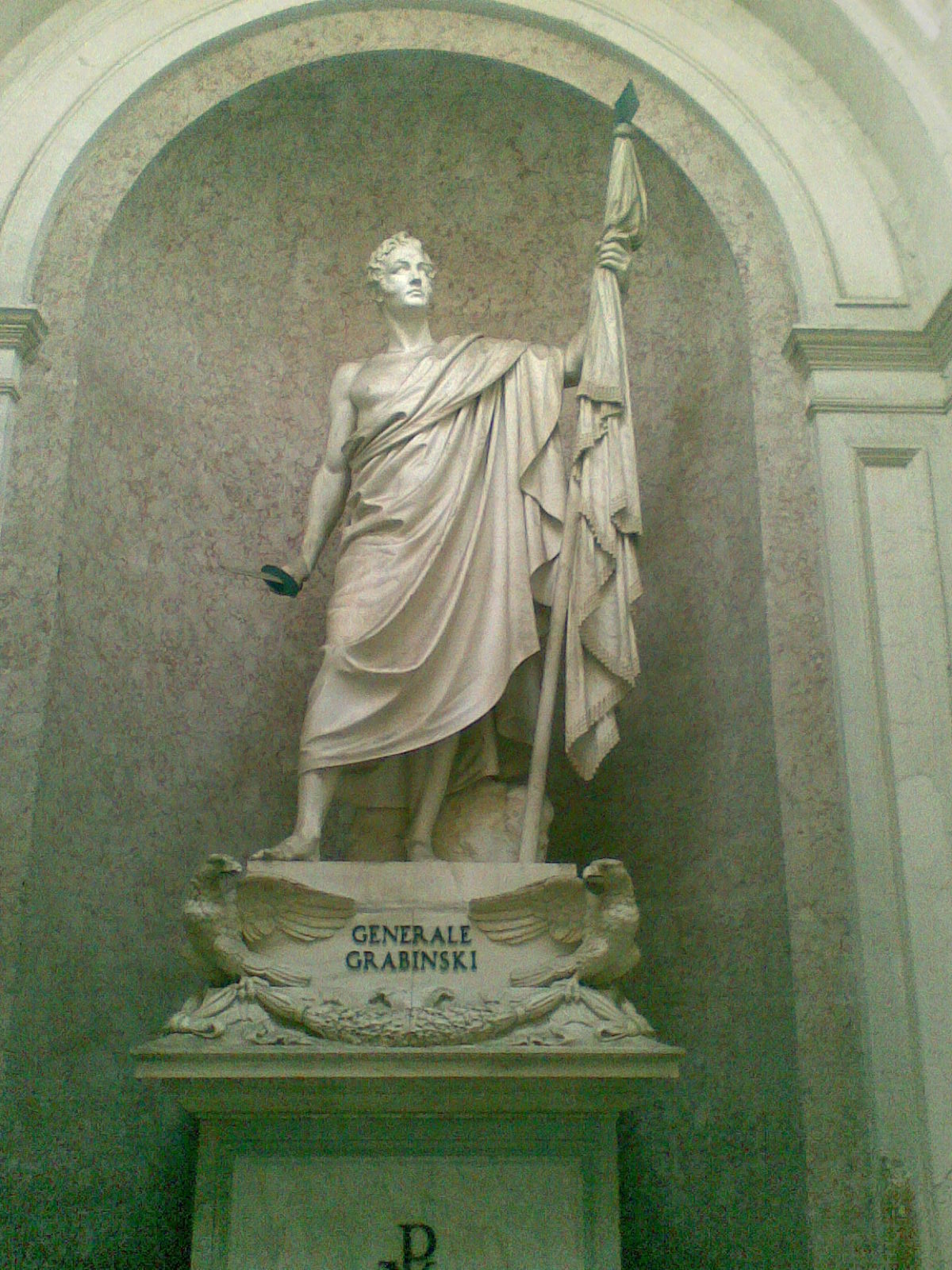
Pomnik Józefa Grabińskiego w Bolonii.

Józef Joachim Grabiński herbu Pomian (ur. 19 marca 1771 w Warszawie, zm. 25 sierpnia 1843 San Martino Włochy) – generał brygady armii Księstwa Warszawskiego, generał dywizji armii włoskiej, członek loży wolnomularskiej L’Union we Włoszech.

## Życiorys
Syn Stanisława i Justyny z Zandrowiczów. Od 1791 chorąży 8 regimentu pieszego wojsk litewskich. W 1792 walczył z interwencja rosyjską, odznaczył się pod Brześciem Litewskim i odznaczony został Virtuti Militari.
Podczas insurekcji kościuszkowskiej 1794 dosłużył się stopnia pułkownika. Bronił Pragi i dostał się do niewoli rosyjskiej. Wywieziony do Petersburga, w 1797 uzyskał zezwolenie na wyjazd do Paryża, skąd udał się do Mediolanu. Tam wstąpił do Legionu J. H. Dąbrowskiego. Dowódca batalionu w 1 Legii. Odbył wszystkie kampanie przeciwko Austrii. Legia uniknęła w 1797 wyjazdu na wyspę Hispaniolę (Santo Domingo), służyła w Republice Cisalpińskiej. Grabiński dowodził polską piechotą w bitwie pod Castelfranco.
Jako oficer francuskich huzarów (lansjerów) uczestniczył w wyprawach Napoleona I do Egiptu. Brał udział w szturmie Aleksandrii i bitwie pod piramidami. W drodze powrotnej do Francji dostał się do niewoli korsarzy tureckich. Więziony w Konstantynopolu. Po złożeniu okupu powrócił w 1799 do Paryża. W 1800 czasowo dowódca 1 Brygady Legii włoskiej gen. J. H. Dąbrowskiego.
Gdy w 1806 roku Napoleon dekretem z 6 kwietnia powierzył tworzenie Legionu Polskiego na Śląsku, tymczasowym dowódcą został Grabiński. Jednostki były tworzone we Wrocławiu, Brzegu i Nysie (trzy pułki piechoty) oraz Korfantowie (jeden pułk lansjerów) i Prudniku (pułk ułanów) z powracających z Włoch oddziałów polskich, które wzmocniono rekrutami z Wielkopolski. Miały liczyć 8750 żołnierzy (3 pułki piechoty oraz pułk lansjerów). Jesienią 1807 formacja liczyła już 6000 żołnierzy. Choć legioniści domagali się włączenia ich jednostki w skład wojsk Księstwa Warszawskiego, Napoleon wysłał Legię, by wspomogła jego brata Hieronima w Westfalii, z tego powodu od 11 listopada 1807 Legia pozostawała w służbie królestwa Westfalii. Jednak już 20 marca 1808 przeszła na żołd francuski, a 31 marca 1808 przemianowana została na pierwszą Legię Nadwiślańską.
W 1808 wziął urlop i osiedlił się we Włoszech. Później w służbie włoskiej walczył przeciwko bandom rabunkowym. W 1830 dowódca wojsk powstańczych w Bolonii w stopniu generała dywizji. Poniósł klęskę i pozostał poza wojskiem.
Odznaczony krzyżami kawalerskimi Virtuti Militari (1792), Legii Honorowej (1805) oraz Korony Żelaznej (1806), pochowany na cmentarzu w Bolonii.